# Remaneicaris euniceae
Remaneicaris euniceae is een eenoogkreeftjessoort uit de familie van de Parastenocarididae. De wetenschappelijke naam van de soort is voor het eerst geldig gepubliceerd in 2005 door Corgosinho & Martínez Arbizu.